# Dark Wings of Steel
Dark Wings of Steel (с англ. — «Тёмные крылья из стали») — одиннадцатый студийный альбом итальянской симфоник-метал-группы Rhapsody of Fire. Был выпущен 22 ноября 2013 года в Европе и 3 декабря в Соединённых Штатах.
Dark Wings of Steel — первый альбом, записанный без участия Луки Турилли — одного из основателей и постоянных членов группы, отделившегося в группу Luca Turilli’s Rhapsody. Вместо него гитаристом становится Роберто Де Микели, а композитором — Алекс Старополи. Место бас-гитариста занял Оливер Хольцварт, брат Алекса Хольцварта, ударника группы. Тексты написаны вокалистом группы Фабио Лионе. Из-за ухода Тома Хесса 11 октября 2013 года этот альбом также означает возвращение к одному постоянному гитаристу.

## Список композиций
Все тексты написаны Фабио Лионе, вся музыка написана Алексом Старополи и Мануэлем Старополи.
| №   | Название                                                              | Длительность |
| --- | --------------------------------------------------------------------- | ------------ |
| 1.  | «Vis Divina» (Divine Strength)                                        | 1:29         |
| 2.  | «Rising From Tragic Flames»                                           | 6:16         |
| 3.  | «Angel of Light»                                                      | 7:06         |
| 4.  | «Tears of Pain»                                                       | 6:27         |
| 5.  | «Fly to Crystal Skies»                                                | 5:13         |
| 6.  | «My Sacrifice»                                                        | 8:06         |
| 7.  | «Silver Lake of Tears»                                                | 5:01         |
| 8.  | «Custode di Pace»                                                     | 5:07         |
| 9.  | «A Tale of Magic»                                                     | 4:18         |
| 10. | «Dark Wings of Steel»                                                 | 5:52         |
| 11. | «Sad Mystic Moon»                                                     | 4:38         |
| 12. | «A Candle to Light (extended version) [bonus track for LP & Digipak]» | 6:56         |

## Участники записи
- Фабио Лионе — вокал
- Роберто Де Микели — гитара
- Оливер Хольцварт — бас-гитара
- Алекс Старополи — клавишные
- Алекс Хольцварт — ударные